# Праја а Маре
Праја а Маре (итал. Praia a Mare) је насеље у Италији у округу Козенца, региону Калабрија.
Према процени из 2011. у насељу је живело 6470 становника. Насеље се налази на надморској висини од 17 м.

## Становништво
Према резултатима пописа становништва 2011. у општини је живело 6.496 становника.
| 1931. | 1936. | 1951. | 1961. | 1971. | 1981. | 1991. | 2001. | 2011. |
| ----- | ----- | ----- | ----- | ----- | ----- | ----- | ----- | ----- |
| 1.254 | 1.472 | 1.919 | 3.029 | 4.491 | 5.551 | 6.134 | 6.282 | 6.496 |